# (6232) Zubitskia
(6232) Zubitskia (1985 SJ3) – planetoida z grupy pasa głównego asteroid okrążająca Słońce w ciągu 3,36 lat w średniej odległości 2,24 j.a. Odkryta 19 września 1985 roku.